# Ryan Donk
Ryan Donk (Amsterdam, 30 marzo 1986) è un ex calciatore olandese naturalizzato surinamese, di ruolo difensore.

## Carriera

### Club
Dopo essersi messo in mostra nella stagione 2005-06 con l'RKC Waalwijk, passa a parametro zero all'AZ come sostituto di Joris Mathijsen, appena ceduto all'Amburgo, pensando che fosse il club ideale per la sua crescita. Inizialmente l'AZ voleva lasciarlo per una stagione in prestito all'RKC, ma Donk rifiuta e rimane a contendersi il posto con Shota Arveladze, Danny Koevermans e Moussa Dembélé.
Il 31 agosto 2008 Donk passa al West Bromwich Albion per un anno in prestito. Il 28 settembre fa il suo debutto con la nuova squadra nella partita vinta 1-0 contro il Middlesbrough. Nella stagione 2009-2010 viene ceduto dall'Az Alkmaar al Club Brugge, che milita nella Jupiler League.
Il 5 gennaio viene acquistato dal Galatasaray. Arriva dal Kasimpasa per 2.5 milioni di euro.

### Nazionale
Nel 2007 Donk viene convocato dal commissario tecnico Foppe de Haan per l'europeo U-21, disputatosi nei Paesi Bassi. Nella prima fase gioca le partite contro Israele (1-0) e Portogallo (2-1) che permettono all'Olanda di qualificarsi per le semifinali e per le Olimpiadi del 2008. Tuttavia durante il torneo la sorella di Donk rimane coinvolta in un incidente stradale, costringendo Donk ad abbandonare per un giorno i suoi compagni, prima di tornare in seguito al miglioramento delle sue condizioni. Dopo che gli olandesi si sono qualificati per la semifinale Donk si toglie la maglietta per mostrarne un'altra con su scritto "Dit toernooi è voor jou, je ik hou van" (Questo torneo è dedicato a te, ti amo) per sostenere la sorella. Nelle semifinali contro l'Inghilterra fa l'assist che permette a Maceo Rigters di segnare il gol del pareggio al 90º, mentre nei calci di rigore (finiti 13-12 per l'Olanda dopo ben 32 tiri dal dischetto) Donk è l'unico giocatore olandese a non tirare un rigore dopo che un giocatore inglese (Nedum Onuoha) non era riuscito a calciare il suo rigore a causa di un infortunio. L'Olanda vince poi la manifestazione battendo la Serbia in finale per 4-1.

## Palmarès

### Club
- Campionato turco: 2

Galatasaray: 2017-2018, 2018-2019
- Coppa di Turchia: 1

Galatasaray: 2018-2019
- Supercoppa di Turchia: 1

Galatasaray: 2019

### Nazionale
- Campionato d'Europa Under-21: 1

2007